# Hugo Baum

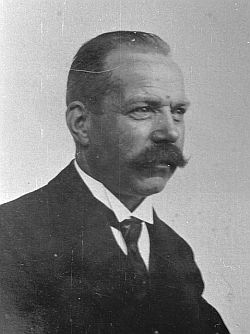
Hugo Baum im Jahre 1925

Hugo Baum (* 17. Januar 1867 in Forst (Lausitz); † 15. April 1950 in Rostock) war ein deutscher Botaniker. Sein offizielles botanisches Kürzel lautet Baum.

## Leben
Hugo Baum wurde am 17. Januar 1867 als Sohn eines Eisenbahners in Forst (Lausitz) im Haus der Großeltern geboren. Seine Kindheit verlebte er in Guben an der Neiße. Sehr früh interessierte er sich für Blumen, Bäume und Insekten. Der Strand an der Neiße, der große Garten am Haus seiner Eltern und die waldreiche Umgebung von Guben boten dazu viele Möglichkeiten. Nach Abschluss des Realgymnasiums in Guben lernte er in der Gräflichen Schlossgärtnerei von Rothenbusch in Nettkow (Schlesien) den Beruf des Gärtners. Seinem besonderen Geschick im Umgang mit den Pflanzen war es zu verdanken, dass Baum seine Ausbildung durch ein Studium der Pomologie an der Preußisch-staatlichen Gärtnerlehranstalt in Proskau fortsetzte. Er beendete das Examen nach zwei Jahren in allen 34 Fächern mit sehr gut. Während dieser Studienzeit beschäftigte sich Baum in der Freizeit vorzugsweise mit der Chemie und entdeckte gleichzeitig seine Vorliebe für Aquaristik. Der sehr gute Abschluss in Proskau war zugleich die Voraussetzung für eine erste Anstellung in Crossen. Wegen einer Liebesaffäre mit der Tochter des Bürgermeisters schickte ihn dieser zum Militär nach Magdeburg. Hier diente er bei den Pionieren. Während dieser Zeit heiratete seine einzige Schwester Grete einen Alfred Kern. Nach seiner Militärzeit ging Baum für zehn Jahre an den alten Botanischen Garten nach Berlin. Zunächst musste er sich intensiv mit den Palmen beschäftigen; später mit den Sukkulenten und den Wasserpflanzen. Ganz besonders die Vertreter der Wasserpflanzen hatten es ihm angetan.
Im Auftrag des Kolonialwirtschaftlichen Komitees in Berlin, der Companhia de Mossamedes, und der South West Africa Company, London, brach Hugo Baum gemeinsam mit dem Expeditionsführer Pieter van der Kellen am 11. August 1899 zur Kunene-Sambesi-Expedition auf. Kein Botaniker vorher war so weit ins Innere Afrikas vorgestoßen wie Baum, der somit auch zugleich Pionierarbeit beim Einblick in die Flora des südlich-tropischen Innerafrika leistete.
Neben der Anstellung als Gartenmeister in Rostock heiratete er am 19. Juli 1901 die ihm schon seit seinem 31. Lebensjahr bekannte Tochter eines Zuchthausangestellten, Auguste Tank aus Federow (Mecklenburg).
Mit 58 Jahren machte sich Baum erneut auf Reisen. Diesmal sollte es über den Atlantischen Ozean nach Mexiko gehen. Hans Wilhelm Viereck aus Schorrentin bei Neukalen in Mecklenburg, den Baum seit seiner Jugend her kannte, war 1920 mit viel Hoffnungen nach Mexiko gegangen und hatte sich als Farmer und Nachkriegssiedler in der Gegend von Jaumave im mexikanischen Staat Tamaulipas niedergelassen. Baums Interesse war schon durch die Berliner Zeit immer wieder auch auf sukkulente Pflanzen und auch ganz speziell auf die Vertreter aus der Familie der Cactaceae gerichtet. In der Korrespondenz zwischen beiden bat Baum um einige Standortpflanzen, die Viereck 1924 nach Rostock verschickte.
Viereck hatte sich vorher nicht besonders für Kakteen interessiert, lud aber gleichzeitig Baum zu sich nach Mexiko ein. Bereits unter den gesandten Pflanzen waren Neuheiten, die heute nicht mehr mit Sicherheit zu identifizieren sind. Mit großer Wahrscheinlichkeit hingegen kann angenommen werden, dass die 1926 von Friedrich Bödeker zu Ehren Baums als Mammillaria baumii beschriebene Art bereits zu diesen Pflanzen gehörte.
Kurz nach Ausbruch des Zweiten Weltkrieges bekam Baum vom Kernen Verlag Stuttgart ein Angebot, als Gegenstück zu dem Werk von Holly, Meinken und Rachow über die Aquarienfische, ein Buch in gleicher Weise über die Aquarienpflanzen, zu schreiben. Der 73-Jährige lehnte ab und gab seinem Freund Albert Wendt das Angebot weiter. Der Verlag willigte ein, und Wendt beendete nach 12 bis 15 Jahren eine Arbeit, die noch heute zu den Besten ihrer Art gehört. Der Beginn des Krieges 1939 wurde für Familie Baum der Anfang von einem entbehrungsreichen Ende. Vorgänge wie in der grauenhaften Brandnacht 1942 waren für die beiden alten Leute eine sehr schmerzhafte Erfahrung. Ein Flugblatt der Alliierten mit der Aufschrift „Wir kommen wieder!“ ließ sie wochenlang nicht mehr aus dem Keller kommen: Sie erlebten am 1. Mai 1945 den Einmarsch der russischen Besatzungstruppen in Rostock und waren misstrauisch.
Am 15. April 1950 starb Hugo Baum kurz nach Vollendung seines 83. Lebensjahres in völliger Armut. Seine Frau Auguste starb ein Jahr darauf.

## Nach Baum benannte Taxa
Siebzig Pflanzen darunter zwei Gattungen nämlich Baumiella (ein Pilz) und Baumia (Familie der Rachenblütengewächse), eine Schmetterlingsart und zwei Ameisenarten sind nach ihm benannt worden.

## Werke
- Hugo Baum: Kunene-Sambesi-Expedition. Hrsg.: Otto Warburg. Kolonial-Wirtschaftliches Komitee, Berlin 1903, S. 1–153 (online).
- Hugo Baum: Allendorffs Kulturpraxis der Kalt- und Warmhauspflanzen. Hrsg.: Walter Allendorff. Parey, Berlin 1925.
- (Komplette Aufstellung als PDF-Download online; 162 kB)